# Xã Eden, Quận Decatur, Iowa
Xã Eden (tiếng Anh: Eden Township) là một xã thuộc quận Decatur, tiểu bang Iowa, Hoa Kỳ. Năm 2010, dân số của xã này là 282 người.